# Pietro Arcari
Pietro Arcari (Casalpusterlengo, 5 de abril de 1914 - 8 de fevereiro de 1988) foi um futebolista italiano.

## Carreira
Conquistou a Copa do Mundo de 1934 com a Seleção Italiana de Futebol.